# Isländischer Zwiegesang
Isländische Zwiegesänge (isländisch tvísöngur, Plural tvísöngvar) sind die einzige lebendig überlieferte Form einer improvisierten volkstümlichen Mehrstimmigkeit in Europa, welche auf dem Prinzip der Stimmführung in parallelen Quinten beruht. Die von einem Männerchor gesungene Hauptstimme wird von einer solistisch improvisierten „Folgestimme“ ergänzt. Eigenheiten sind Stimmkreuzungen der Folgestimme in Bezug zur Hauptstimme aus der Unterquinte in die Oberquinte und umgekehrt.
Die wichtigste Sammlung und schriftliche Aufzeichnung der Gesänge stammt von dem isländischen Pfarrer Bjarni Þorsteinsson, die von 1906 bis 1909 erschienen.
Das Buch von Bjarni þorsteinsson (1861–1938) findet sich online unter „m.baekur.is“. Der Artikel über die Zwiegesänge beginnt ab Seite 764 und endet auf Seite 803. Die Noten der Zwiegesänge finden sich ab Seite 776.

## Erforschung
Erich Moritz von Hornbostel, einer der Begründer der vergleichenden Musikwissenschaft, konnte in den 1930er Jahren von dem Isländer Jón Leifs auf Wachswalzen aufgenommenen Zwiegesänge untersuchen. In seinem Aufsatz Phonographierte isländische Zwiegesänge schrieb er "Alle phonographierten Zwiegesänge – und 30 von den 42 bei Bjarni Þorsteinsson – stehen im Fa-Modus" und später "es wäre irreführend, sie als lydisch zu bezeichnen. Die Töne haben je nach dem Zusammenhang verschiedene Funktionen: f ist außer Tonika auch (absteigender) Leitton zur Nebendominante e; e ist bald Nebendominante, bald Leitton."
Mitte der 1970er Jahre kam Gerhard Annewanter bei seinen Untersuchungen zum Ergebnis, dass die wechselnde Funktion der Töne, wie von von Hornbostel korrekt beschrieben, schlüssiger durch die Postulierung einer Halbtonpentatonik mit den Tönen e f a h c  als Grundstruktur der Zwiegesänge zu erklären ist. Auch die Gründe für die Stimmkreuzungen waren jetzt durch die Beschreibung einer pentatonischen Grundstruktur, bei der am Verszeilenende grundsätzlich eine reine Quinte aus der pentatonischen Reihe steht, nachvollziehbar. Ein Verszeilenschluss auf a wird in den original isländischen Zwiegesängen immer mit der Oberquinte e in der Folgestimme beantwortet und nicht mit der meist bequemer zu singenden Unterquinte d (diese gehört nicht zur pentatonischen Reihe). Auch die Einklangstöne der Stimmkreuzungen (a oder h) gehören ausschließlich zur pentatonischen Reihe, ebenso die Sonderform eines Stimmtausches beim Wechsel der Folgestimme in die Ober- oder Unterquinte  mit den Tönen f und c. Die Halbtonpentatonik als Hauptmerkmal lässt sich in den 13 Zwiegesängen mit isländischen Hauptstimmen sowie in drei Zwiegesängen mit vollständig umgesungenen, ehemals kirchlichen Hauptstimmen, nachweisen. Wesentliche strukturelle Merkmale dieser 16 Zwiegesänge finden wir auch in den 26 Zwiegesängen mit kirchlichen oder ursprünglich nicht für den Zwiegesang vorgesehenen isländischen Hauptstimmen. So ist in 14 auf f bezogenen Melodien das b (ursprünglich F-Dur) bereits durch den Ton h vollständig ersetzt, vier Zwiegesänge stehen noch in F-Dur und ein Zwiegesang kann sich nicht zwischen b und h entscheiden. Die pentatonischen Stimmkreuzungen über die Einklangstöne a oder h sind auch hier noch in zwei von drei Fällen nachzuweisen.

## Musikwissenschaftliche Relevanz
Die Kompositionsregeln der Zwiegesänge sind im Vergleich zu den Regeln des kirchlichen Organums sehr komplex. Die Bedeutung dieser mehrstimmigen Gesänge ist für die Frage nach dem Ursprung der Mehrstimmigkeit in Europa nicht hoch genug einzuschätzen. Dass sich Mehrstimmigkeit aus vergleichsweise einfachen Konstrukten wie dem kirchlichen Organum entwickelt haben soll, ist nach der eingehenden Beschäftigung mit den isländischen Beispielen sehr unwahrscheinlich. Wahrscheinlicher ist die Entstehung echter Mehrstimmigkeit aus volkstümlichen und lange Zeit nur mündlich gepflegten Formen wie sie z. B. in den isländischen Zwiegesängen überliefert sind.
2003 erschien eine neuere Untersuchung zu den isländischen Zwiegesängen von dem Komponisten und Musikwissenschaftler Árni Heimir Ingólfsson als Dissertation an der Harvard University, die sich nach Angaben des Autors mehr mit den kirchlichen Handschriften und weniger mit der mündlichen Tradition beschäftigt.

## Tonträger
- Tvísöngur: íslensk fjölröddun í fimm aldir = five centuries of Icelandic two-part polyphony. Smekkleysa, Reykjavík 2004, 1 CD (67 Min.) mit Beiheft (mit Gesangstexten in lateinischer, isländischer und englischer Sprache).